# Kulatka
Kulatka (en rus: Кулатка) és un poble de l'óblast de Saràtov, a Rússia, segons el cens del 2010 tenia 101 habitants. Pertany al districte municipal de Khvalinsk.